# Opération Lifeline Sudan

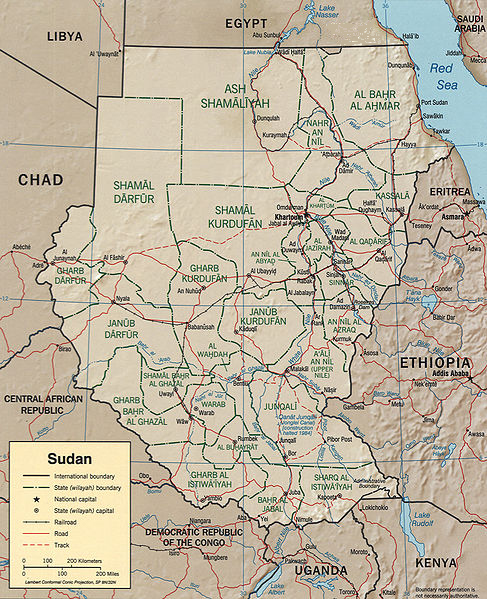
Une carte politique du Soudan en 1993.

L'opération Lifeline Sudan est une opération humanitaire organisée par un consortium d'agences des Nations unies (principalement l'UNICEF et le Programme alimentaire mondial) et d'environ 35 organisations non gouvernementales. L'opération est créée en avril 1989 ; elle fournit une aide humanitaire dans les régions du sud Soudan déchirées par la seconde guerre civile soudanaise et touchées par la sécheresse et la famine.
Elle est le résultat de négociations entre l'ONU, le gouvernement du Soudan et les Forces de défense du peuple sud-soudanais (APLS) visant à fournir une aide humanitaire à tous les civils dans le besoin, indépendamment de leur emplacement ou de leur affiliation politique. Cela concerne également plus de 100 000 rapatriés d'Itang en Éthiopie en 1991. Lokichogio, au nord du Kenya, est la principale plaque tournante des opérations avancées de l'OLS,
Cette mission a duré jusqu'à la conclusion de la seconde guerre civile soudanaise avec la signature de l'accord de paix global de 2005. Il s’agit du premier cas où l’ONU traite avec un acteur non étatique tel que l'APLS afin de négocier la distribution de l'aide humanitaire dans une zone de conflit.

## Bilan
L'opération Lifeline Sudan a été considérée comme une grande réussite en matière d'acheminement de l'aide humanitaire dans une région en proie à un conflit. Cela est d'autant plus important qu'il s'agissait de la première fois que les Nations unies négociaient avec un acteur non étatique aux côtés d'un acteur étatique pour distribuer l'aide en toute neutralité. Ces négociations ont ouvert la voie à la création d'un espace humanitaire fondé sur des règles, dans lequel l'aide pouvait être distribuée sans crainte d'ingérence de la part des parties au conflit,. Il a également été noté que le MCO a joué un rôle crucial dans la création d'un environnement dans lequel l'APLS et le gouvernement soudanais ont pu entamer des négociations de paix préliminaires, car il a créé un terrain humanitaire commun qui a permis aux deux parties d'instaurer lentement la confiance,.
Cependant, l'opération Lifeline Sudan a également rencontré des difficultés pour faciliter l'acheminement de l'aide humanitaire lorsque les parties ne respectaient pas son mandat. Ces difficultés ont été aggravées par la fluidité de la seconde guerre civile soudanaise, les priorités du gouvernement et des factions rebelles du sud ayant évolué avec le développement du conflit, créant un environnement dans lequel l'opération Lifeline Sudan était vulnérable aux intérêts des parties avec lesquelles elle négociait,. En outre, beaucoup ont suggéré que l'opération Lifeline Sudan a prolongé le conflit en légitimant l'APLS et d'autres factions rebelles en négociant avec eux et en leur fournissant de l'aide, car on craint que l'aide ne soit canalisée pour soutenir l'armée.